# Qarshi
Qarshi (tiếng Uzbek: Qarshi/Қарши, phát âm [qarʃɨ]; tiếng Ba Tư: نخشب Nakhshab) là một thành phố cấp huyện ở miền nam Uzbekistan, thủ phủ tỉnh Qashqadaryo. Vào năm 2021, thành phố có dân số 278.300 người.

## Khí hậu
Qarshi có khí hậu bán khô hạn lạnh (phân loại khí hậu Köppen BSk).
| Dữ liệu khí hậu của Qarshi (1981–2010)           | Dữ liệu khí hậu của Qarshi (1981–2010) | Dữ liệu khí hậu của Qarshi (1981–2010) | Dữ liệu khí hậu của Qarshi (1981–2010) | Dữ liệu khí hậu của Qarshi (1981–2010) | Dữ liệu khí hậu của Qarshi (1981–2010) | Dữ liệu khí hậu của Qarshi (1981–2010) | Dữ liệu khí hậu của Qarshi (1981–2010) | Dữ liệu khí hậu của Qarshi (1981–2010) | Dữ liệu khí hậu của Qarshi (1981–2010) | Dữ liệu khí hậu của Qarshi (1981–2010) | Dữ liệu khí hậu của Qarshi (1981–2010) | Dữ liệu khí hậu của Qarshi (1981–2010) | Dữ liệu khí hậu của Qarshi (1981–2010) |
| Tháng                                            | 1                                      | 2                                      | 3                                      | 4                                      | 5                                      | 6                                      | 7                                      | 8                                      | 9                                      | 10                                     | 11                                     | 12                                     | Năm                                    |
| ------------------------------------------------ | -------------------------------------- | -------------------------------------- | -------------------------------------- | -------------------------------------- | -------------------------------------- | -------------------------------------- | -------------------------------------- | -------------------------------------- | -------------------------------------- | -------------------------------------- | -------------------------------------- | -------------------------------------- | -------------------------------------- |
| Trung bình ngày tối đa °C (°F)                   | 8.7 (47.7)                             | 11.8 (53.2)                            | 17.2 (63.0)                            | 24.5 (76.1)                            | 30.8 (87.4)                            | 36.4 (97.5)                            | 38.1 (100.6)                           | 36.5 (97.7)                            | 31.2 (88.2)                            | 24.3 (75.7)                            | 17.3 (63.1)                            | 10.6 (51.1)                            | 24.0 (75.1)                            |
| Tối thiểu trung bình ngày °C (°F)                | −1.0 (30.2)                            | 0.6 (33.1)                             | 5.3 (41.5)                             | 11.0 (51.8)                            | 15.9 (60.6)                            | 20.3 (68.5)                            | 22.2 (72.0)                            | 19.7 (67.5)                            | 13.7 (56.7)                            | 8.0 (46.4)                             | 4.2 (39.6)                             | 0.4 (32.7)                             | 10.0 (50.1)                            |
| Lượng Giáng thủy trung bình mm (inches)          | 32.5 (1.28)                            | 35.9 (1.41)                            | 52.5 (2.07)                            | 32.6 (1.28)                            | 19.3 (0.76)                            | 1.7 (0.07)                             | 0.8 (0.03)                             | 0.1 (0.00)                             | 1.5 (0.06)                             | 5.4 (0.21)                             | 21.9 (0.86)                            | 32.9 (1.30)                            | 237.1 (9.33)                           |
| Số ngày giáng thủy trung bình                    | 11                                     | 11                                     | 12                                     | 9                                      | 7                                      | 2                                      | 1                                      | 0                                      | 1                                      | 4                                      | 7                                      | 10                                     | 75                                     |
| Độ ẩm tương đối trung bình (%)                   | 79                                     | 74                                     | 72                                     | 64                                     | 48                                     | 33                                     | 30                                     | 33                                     | 38                                     | 48                                     | 62                                     | 78                                     | 66                                     |
| Nguồn 1: Trung tâm Khí tượng Thủy văn Uzbekistan |                                        |                                        |                                        |                                        |                                        |                                        |                                        |                                        |                                        |                                        |                                        |                                        |                                        |
| Nguồn 2: Deutscher Wetterdienst                  |                                        |                                        |                                        |                                        |                                        |                                        |                                        |                                        |                                        |                                        |                                        |                                        |                                        |